# Zabelle C. Boyajian
Zabelle C. Boyajian (armeni: Զապել ՊոյաճեանԶապել Պոյաճեան) (Diyarbakır, 1873 - 26 de gener de 1957) va ser una pintora, escriptora i traductora otomana, que va viure la majoria de la vida a Londres.

## Biografia
Va néixer a Diyarbakır, Diyarbekir Vilayet de l'Imperi Otomà (una de les antigues capitals armènies, Tigranocerta) en la família del vicecònsul britànic a Diyarbakır i Harput Baró Thomas Boyajian i de Catherine Rogers, una descendent del poeta anglès Samuel Rogers. Després de l'assassinat del seu pare durant les massacres hamidianes, el 1895, Boyajian, la mare i el germà, Henry, es van mudar a Londres, on es va matricular a la Slade Escola de Belles arts. I també va començar a escriure i il·lustrant els seus llibres propis. La seva primera novel·la, Esther, sobre les massacres en Sasun es va publicar el 1901 a Londres sota el pseudònim Vardeni. Molt propera a Anna Raffi, la dona del novel·lista armeni Raffi, i els seus dos fills, Aram i Arxak, els quals s'havien mudat a Londres després de la mort de Raffi. Boyajian periòdicament traduïa i publicava exctractes de les novel·les de Raffi a la revista Ararat i va organitzar diversos esdeveniments de lectura en honor de la seva obra. El 1916, compila i tradueix l'antologia Armenian Legends i Poems (1916), els quals van ser introduïts pel visconde James Bryce i què incloïen diversos poemes traduïts d'Alice Stone Blackwell. Va viatjar àmpliament i el 1938 va publicar les seves notes de viatge i il·lustracions de Grècia, A Grècia amb Bolígraf i Paleta. El 1948 tradueix i publica Avetik Isahakian poema d'èpica Abu Lala Mahari. També va escriure assajos sobre Shakespeare, Byron, Euripides, Michael Arlen, Raffi, i Avetik Isahakian, així com treballs comparatius de la literatura anglesa i l'armènia.
Com a pintora, Boyajian va tenir les seves exposicions individuals a Londres el 1910 i 1912, a Alemanya el 1920, a Egipte el 1928, a França, a Itàlia, i a Bèlgica entre 1940-50.
Va morir el 26 de gener de 1957 a Londres.

## Llibres
- Armenian Llegendes i Poemes. Trans. Z. C. Boyajian. Nova York: Columbia Premsa Universitària, 1r. ed., 1916.
- Gilgamesh: Un Somni de la Cerca Eterna. Londres: George W. Jones, 1924.
- A Grècia amb Bolígraf i Paleta. Londres: J.M. Dents & Sons, 1938.

## Recepció crítica
La Revisió Contemporània (desembre de 1916) va escriure sobre l'antologia Armenian Llegendes i Poemes:
| « | Aquí hi ha una text. magnificent... Noble garlanda de flors armènies i galeria de quadres que la senyoreta Boyajian ens ha donat: quadres en els quals la nota prerafaelina és esplèndidament dominant; prerafaelina, és a dir, l'art romà d'Orient o armeni reviscut. | » |

Scotsman (18 de novembre de 1916) va escriure:
| « | Els lectors curiosos sobre Armènia i els armenis poden aprendre més sobre ells a partir d'aquest atractiu volum que de molts llibres d'erudició molt pesats. És una antologia de traduccions de poemes armenis, acompanyada per una saviesa i interessant disquisició d'Aram Raffi sobre les èpiques, les cançons populars i la poesia d'Armènia... És impossible llegir els seus versos graciosos, variats i musicals sense adonar-se que l'elecció ha estat dirigida per un coneixement íntim de la literatura característica del país i que les peces incloses es presten amb una habilitat que sap portar a un altre idioma alguns Dels seus accents i inspiracions típics... El treball del color és en efecte particularment fi, i serà admirat per tots que saben apreciar bona feina. | » |

El Manchester Guardian va escriure sobre l'obra d'art de Boyajian:
| « | Les pintures de la senyoreta Boyajian cobreixen una gran quantitat de terreny. Inclouen retrats, paisatges i panells decoratius. Aquests últims estan en dos grups, un que il·lustra les versions publicades per l'artista de Gilgamesh, l'epopeia sumèria; L'altre, versos del Rubaiyat d'Omar Khayyam... La seva major preocupació és l'harmonia del color en lloc de la línia o la massa, i ho aconsegueix sense violentar els propis esquemes de color de la natura. | » |

(Cites a A. A. Bedikian "The Poet and Artist: A Profile of Zabelle Boyajian" Ararat Magazine estiu de 1960)